# 山高五郎
山高 五郎（やまたか ごろう、1886年10月 - 1981年8月2日）は、日本の造船技師。妻は須知源次郎（常陸丸事件）中佐の娘。息子は新潮社の編集者・版画家の山高登（1926年 - 2020年）。

## 来歴
山高信離の子として東京に生まれる。1909年に東京帝国大学工科大学造船工学科を卒業。三菱造船所の造船技師として軍艦土佐、客船氷川丸などの多くの船の電気艤装設計に携わる。
船の科学館に展示されていた多くの船舶の油彩画を残した。

## 著書
- 『日の丸船隊史話』千歳書房、1942年
- 『船づくし』（巽聖歌 詩 ;三芳悌吉 等絵）新潮社、1951年
- 『船の話』（竹山博 等絵） あかね書房、1952年
- 『日本の造船』ポプラ社、1957年
- 『図説日の丸船隊史話』至誠堂、1981年7月
- 『図説 日の丸船隊史話』 4巻、至誠堂〈図説日本海事史話叢書〉、1981年7月。ASIN B000J7WX86。